# Robert Hadfield
Sir Robert Hadfield (Sheffield, 28 novembre 1858 – Surrey, 30 settembre 1940) è stato un ingegnere britannico, candidato al Premio Nobel per la fisica.

## Biografia
Hadfield nacque il 28 novembre 1858 ad Attercliffe, allora ancora un villaggio vicino a Sheffield. Il padre di Hadfield, anch'egli di nome Robert Hadfield, possedeva la Hadfield's Steel Foundry a Sheffield e nel 1872 fu il primo produttore di getti di acciaio in Gran Bretagna. Rifiutò di utilizzare la tecnologia brevettata dalla Francia e sviluppò la propria, gettando così le basi per quella che sarebbe diventata una delle principali aziende di armamenti della Gran Bretagna.
Il giovane Robert decise di non studiare a Oxford e Cambridge e iniziò a lavorare come apprendista nel 1875. Ebbe successo e all'età di 24 anni aveva assunto la direzione a causa della cattiva salute del padre.
Hadfield ottenne due brevetti sull'acciaio al manganese nel 1883, i precursori britannici del brevetto statunitense 303.150 e del brevetto statunitense 303.151, e presentò il materiale all'Institution of Mechanical Engineers l'anno successivo. Nel febbraio 1888 presentò un documento all'Institution of Civil Engineers sulle sue ulteriori ricerche sul manganese nell'acciaio, che includevano la scoperta che una lega contenente tra il 12 e il 14 percento di manganese aveva un'utilità speciale. Tra le altre proprietà: in un test di trazione si estraeva uniformemente mentre nella maggior parte dei metalli si verifica un allungamento locale o "necking", e il magnetismo è assente. In unità Brinell la durezza superficiale aumentava per deformazione da 200 a 550 o 580 (avvicinandosi a quella che graffia il vetro) secondo le misurazioni di Floris Osmond. La sua durezza e le proprietà non magnetiche davano vantaggi nell'industria delle armi, specialmente per gli elmetti britannici.
Il giovane Hadfield rilevò l'attività nel 1888 alla morte del padre. L'azienda fu quindi trasformata in una società a responsabilità limitata e lui divenne presidente e amministratore delegato. Il giovane aveva allora 30 anni.
Nel 1889 pubblicò con l'Iron and Steel Institute i risultati delle sue ricerche sul ferro legato al silicio. Studi sul ferro con alluminio, cromo, nichel e tungsteno seguirono rispettivamente nel 1890, 1892, 1899 e 1903.
Nel 1891 adottò sia la giornata lavorativa di otto ore nella sua azienda, sia il pirometro termoelettrico, che era stato sviluppato dal francese Henry Louis Le Chatelier.
Nel 1899 Barrett, Brown e Hadfield pubblicarono un articolo sulla Royal Dublin Society di fondamentale importanza per il magnetismo, in un centinaio di leghe di ferro.
Hadfield collaborò con James Dewar nello studio delle temperature molto basse sulle proprietà dei metalli e con Heike Kamerlingh Onnes presso l'Università di Leida Cryogenic Laboratory dopo la sua nomina lì nel 1905. Scoprirono che una caratteristica dei metalli con struttura reticolare cubica a facce centrate sarebbe in realtà diventata più duttile a temperature estremamente basse, mentre quelli con un reticolo cubico a corpo centrato sarebbero diventati fragili.
Dal 1913 al 1920 Hadfield fu presidente della Faraday Society e, come saluto, organizzò lì un seminario sulla microscopia e la fotomicrografia.
Nel 1925, a suo nome, apparve il libro Metallurgy and its Influence on Modern Progress; Faraday e le sue ricerche metallurgiche apparvero nel 1931; il 1935 vide lo sviluppo dell'Empire e le proposte per l'istituzione di un Empire Development Board.
Nel 1936 presentò all'Institution of Civil Engineers un documento in cui descriveva in dettaglio l'effetto corrosivo dell'acqua di mare su 980 metalli.
Morì il 30 settembre 1940 nel Surrey con oltre 200 articoli a suo nome sulla ricerca metallurgica.
Hadfield sposò nel 1894 la signorina Frances Belt Wickersham, di Filadelfia, che ottenne un CBE nel 1918 per i suoi servizi nella prima guerra mondiale come fondatrice di un ospedale a Wimereux. All'inizio della seconda guerra mondiale fondò l'unità ambulanza Hadfield-Spears, sempre in quel paese.

## Onorificenze
Nel 1899, Hadfield fu nominato Maestro Coltellinaio. Fu nominato cavaliere il 21 luglio 1908 e creato baronetto di Sheffield nel West Riding della Contea di York il 26 giugno 1917. Nello stesso anno fu nominato uomo libero della Città di Londra. Fu eletto membro della Royal Society nel 1909, membro della Royal Swedish Academy of Sciences nel 1912 e membro onorario dell'Accademia delle Scienze dell'URSS nel 1933. Fu anche membro corrispondente dell'Académie Française.Nel 1939 gli fu conferita la Libertà della Città di Sheffield. Fu un massone attivo e membro della Ivanhoe Lodge che si riuniva a Tapton Hall a Sheffield.
Gli fu conferita la medaglia Telford dall'Institution of Civil Engineers nel 1888, la medaglia John Scott del Franklin Institute nel 1891 e la medaglia Bessemer Gold nel 1904.
Ricevette la medaglia John Fritz nel 1921 e la medaglia Albert (RSA) nel 1935, entrambe per il suo contributo alla metallurgia.
Hadfield ricevette lauree honoris causa dall'Università di Oxford, dall'Università di Sheffield e dall'Università di Leeds.
È commemorato nel Sir Robert Hadfield Building presso l'Università di Sheffield, che contiene i dipartimenti di scienza e ingegneria dei materiali e di ingegneria chimica e biologica. C'è anche un'ala del Northern General Hospital di Sheffield che porta il suo nome.
Riassunto medaglie:
- Medaglia Bessemer Gold (1904)
- Medaglia Elliott Cresson  (1910)
- Medaglia John Fritz (1921)
- Medaglia Albert(1935)
- Membro della Royal Society